# Women's Prize for Fiction
Il Women's Prize for Fiction (precedentemente noto per motivi di sponsor come Orange Prize) è un premio letterario britannico.

## Descrizione
Viene assegnato ogni anno alla migliore opera di fiction pubblicata nel Regno Unito nel corso dell'anno precedente all'assegnazione del premio. La vincita del premio consiste in 30.000 sterline nonché in una scultura detta Bessie, opera dell'artista Grizel Niven, sorella dell'attore David Niven. Sono ammesse soltanto concorrenti di sesso femminile, e anche la giuria è composta esclusivamente di donne.

## Albo d'oro
| Anno | Vincitrice               | Opera                            | Finaliste                                                                                 | Note | Ref(s)        |
| ---- | ------------------------ | -------------------------------- | ----------------------------------------------------------------------------------------- | --- | ------------- |
| 1996 | Helen Dunmore            | A Spell of Winter                | Julia Blackburn, Pagan Kennedy, Amy Tan, Anne Tyler, Marianne Wiggins                     | Premio d'inaugurazione | [ 1 ]         |
| 1997 | Anne Michaels            | In fuga                          | Margaret Atwood, Deirdre Madden, Jane Mendelsohn, Annie Proulx, Manda Scott               | Prima vincitrice non britannica | [ 2 ]         |
| 1998 | Carol Shields            | La festa di Larry                | Kirsten Bakis, Pauline Melville, Ann Patchett, Deirdre Purcell, Anita Shreve              | Seconda vincitrice canadese | [ 3 ]         |
| 1999 | Suzanne Berne            | Il buio dentro                   | Jane Hamilton, Barbara Kingsolver, Toni Morrison, Julia Blackburn, Marilyn Bowering       | Seconda nomination nella lista ridotta per Blackburn | [ 4 ]         |
| 2000 | Linda Grant              | Quando vivevo nel domani         | Judy Budnitz, Elizabeth Strout, Éilis Ni Dhuibhne, Zadie Smith                            | Seconda vincitrice britannica nell'arco di cinque anni | [ 5 ]         |
| 2001 | Kate Grenville           | The Idea of Perfection           | Margaret Atwood, Jill Dawson, Ali Smith, Rosina Lippi, Jane Smiley                        | Seconda nomination nella lista ridotta per la Atwood | [ 6 ] [ 7 ]   |
| 2002 | Ann Patchett             | Bel Canto                        | Anna Burns, Helen Dunmore, Maggie Gee, Chloe Hooper, Sarah Waters                         | Prima nomination della Dunmore dalla vittoria nel 1996 | [ 8 ]         |
| 2003 | Valerie Martin           | Proprietà                        | Anne Donovan, Shena Mackay, Carol Shields, Zadie Smith, Donna Tartt                       | Prima nomination della Shields dalla vittoria nel 1998, seconda nomination nella lista ridotta per la Smith | [ 3 ]         |
| 2004 | Andrea Levy              | Un'isola di stranieri            | Rose Tremain, Gillian Slovo, Shirley Hazzard, Margaret Atwood, Chimamanda Ngozi Adichie   | Prima vincitrice britannica dal 2000, terza nomination nella lista ridotta per la Atwood. Small Island è stato anche "Libro dell'anno Whitbread".                                                                    | [ 9 ] [ 10 ]  |
| 2005 | Lionel Shriver           | Dobbiamo parlare di Kevin        | Joolz Denby, Jane Gardam, Sheri Holman, Maile Maloy, Marina Lewycka                       | Shriver ha rivelato di aver cambiato il proprio nome (Margaret Ann Shriver) perché crede che gli uomini abbiano una vita più facile. Nel 2005 l'"Orange of Oranges" era stato vinto da Andrea Levy con Small Island. | [ 11 ] [ 12 ] |
| 2006 | Zadie Smith              | Della bellezza                   | Nicole Krauss, Hilary Mantel, Ali Smith, Carrie Tiffany, Sarah Waters                     | Prima vittoria per Zadie Smith dopo ben due nomination, seconde nomination per Ali Smith e Sarah Waters | [ 13 ]        |
| 2007 | Chimamanda Ngozi Adichie | Metà di un sole giallo           | Rachel Cusk, Kiran Desai, Xiaolu Guo, Jane Harris, Anne Tyler                             | Prima vittoria per Adichie dopo esser stata nominata nel 2004, Seconda nomination della Tyler nella lista ridotta. Il Premio viene rinominato "Orange Broadband Prize for Fiction".                                  | [ 14 ]        |
| 2008 | Rose Tremain             | In cerca di una vita             | Nancy Huston, Sadie Jones, Charlotte Mendelson, Heather O'Neill, Patricia Wood            | Vincitore il 14º romanzo di Tremain. | [ 15 ] [ 16 ] |
| 2009 | Marilynne Robinson       | Casa                             | Ellen Feldman, Samantha Harvey, Samantha Hunt, Deirdre Madden, Kamila Shamsie             | Terzo romanzo della Robinson in 28 anni, Seconda nomination nella lista ridotta per la Madden. Il Premio viene rinominato "Orange Prize for Fiction"                                                                 | [ 17 ] [ 18 ] |
| 2010 | Barbara Kingsolver       | The Lacuna                       | Rosie Alison Attica Locke Hilary Mantel Lorrie Moore Monique Roffey                       | Sesto romanzo della Kingsolver | [ 19 ]        |
| 2011 | Téa Obreht               | L'amante della tigre             | Emma Donoghue, Aminatta Forna, Emma Henderson, Nicole Krauss, Kathleen Winter             | Romanzo d'esordio di Obreht. Alla consegna del premio avendo 25 anni risulta la più giovane scrittrice a ricevere il premio.                                                                                         | [ 20 ] [ 21 ] |
| 2012 | Madeline Miller          | La canzone di Achille            | Esi Edugyan, Anne Enright, Georgina Harding, Cynthia Ozick, Ann Patchett,                 | Romanzo d'esordio di Miller | [ 22 ] [ 23 ] |
| 2013 | A. M. Homes              | Che Dio ci perdoni               | Maria Semple, Hilary Mantel, Barbara Kingsolver, Kate Atkinson, Zadie Smith,              | Il premio cambia nome in "Women's Prize for Fiction". Sesto romanzo della Homes. | [ 24 ]        |
| 2014 | Eimear McBride           | Una ragazza lasciata a metà      | Chimamanda Ngozi Adichie, Hannah Kent, Jhumpa Lahiri, Audrey Magee, Donna Tartt,          | Premio rinominato "Baileys Women's Prize for Fiction". Per la prima volta nessun autore britannico nella shortlist.                                                                                                  | [ 25 ] [ 26 ] |
| 2015 | Ali Smith                | L'una e l'altra                  | Laline Paull, Anne Tyler, Sarah Waters, Kamila Shamsie, Rachel Cusk,                      | Romanzo d'esordio di Paull. Chimamanda Ngozi Adichie vince il "Baileys of Baileys" con Metà di un sole giallo | [ 27 ] [ 28 ] |
| 2016 | Lisa McInerney           | Peccati gloriosi                 | Cynthia Bond, Anne Enright, Elizabeth McKenzie, Hannah Mary Rothschild, Hanya Yanagihara, | Romanzo d'esordio di McInerny | [ 29 ]        |
| 2017 | Naomi Alderman           | Ragazze elettriche               | Ayobami Adebayo, Linda Grant, C. E. Morgan, Gwendoline Riley, Madeleine Thien,            | Quarto romanzo di Alderman | [ 30 ]        |
| 2018 | Kamila Shamsie           | Io sono il nemico                | Jesmyn Ward, Elif Batuman, Jessie Greengrass, Imogen Hermes Gowar, Meena Kandasamy,       | Dopo due finali, Shamsie vince al terzo tentativo | [ 31 ]        |
| 2019 | Tayari Jones             | Un matrimonio americano          | Pat Barker, Oyinkan Braithwaite, Anna Burns, Diana Evans, Madeline Miller,                | Quarto romanzo di Jones | [ 32 ]        |
| 2020 | Maggie O'Farrell         | Nel nome del figlio. Hamnet      | Bernardine Evaristo, Hilary Mantel, Angie Cruz, Natalie Haynes, Jenny Offill,             | Ottavo romanzo di O'Farrell | [ 33 ]        |
| 2021 | Susanna Clarke           | Piranesi                         | Brit Bennett, Yaa Gyasi, Cherie Jones, Patricia Lockwood, Claire Fuller,                  | Secondo romanzo di Clarke | [ 34 ]        |
| 2022 | Ruth Ozeki               | Il libro della forma e del vuoto | Lisa Allen-Agostini, Louise Erdrich, Meg Mason, Elif Şafak, Maggie Shipstead,             | Quarto romanzo di Ozeki | [ 35 ]        |
| 2023 | Barbara Kingsolver       | Demon Copperhead                 | Jacqueline Crooks, Louise Kennedy, Priscilla Morris, Maggie O'Farrell, Laline Paull       | Seconda vittoria della scrittrice | [ 36 ]        |
| 2024 | V. V. Ganeshananthan     | Brotherless Night                | Anne Enright, Kate Grenville, Isabella Hammad, Claire Kilroy, Aube Rey Lescure            | Seconda opera di Ganeshananthan | [ 37 ]        |
| 2025 | Yael van der Wouden      | Estranea                         | Elizabeth Strout, Miranda July, Aria Aber, Sanam Mahloudji, Nussaibah Younis              | Romanzo d'esordio | [ 38 ]        |

## Albo d'oro Women’s prize for Nonfiction
| Anno | Vincitrice    | Titolo originale                           | Traduzione                                | Note                   | Ref(s) |
| ---- | ------------- | ------------------------------------------ | ----------------------------------------- | ---------------------- | ------ |
| 2024 | Naomi Klein   | Doppelganger: A Trip Into the Mirror World | Doppio. Il mio viaggio nel mondo specchio | Premio d'inaugurazione | [ 39 ] |
| 2025 | Rachel Clarke | Story of a Heart                           |                                           |                        | [ 40 ] |

## #ThisBook
Nel maggio 2014 la Women's Prize for Fiction ha lanciato la campagna #ThisBook per votare il romanzo scritto da una donna con il maggior impatto sul pubblico via Twitter. I 20 titoli con le maggiori preferenze sono stati annunciati il 29 luglio 2014.
1. Il buio oltre la siepe, Harper Lee
2. Il racconto dell'ancella, Margaret Atwood
3. Jane Eyre, Charlotte Brontë
4. Harry Potter, J. K. Rowling
5. Cime tempestose, Emily Brontë
6. Orgoglio e pregiudizio, Jane Austen
7. Rebecca, la prima moglie, Daphne du Maurier
8. Piccole donne, Louisa May Alcott
9. Dio di illusioni, Donna Tartt
10. Ho un castello nel cuore, Dodie Smith
11. La campana di vetro, Sylvia Plath
12. Amatissima, Toni Morrison
13. Via col vento, Margaret Mitchell
14. Dobbiamo parlare di Kevin, Lionel Shriver
15. La moglie dell'uomo che viaggiava nel tempo, Audrey Niffenegger
16. Middlemarch, George Eliot
17. I Know Why The Caged Bird Sings (Il canto del silenzio), Maya Angelou
18. Il taccuino d'oro, Doris Lessing
19. Il colore viola, Alice Walker
20. The Women's Room, Marilyn French